# Municipio de Windsor (condado de Henry)
El municipio de Windsor (en inglés: Windsor Township) es un municipio ubicado en el condado de Henry en el estado estadounidense de Misuri. En el año 2010 tenía una población de 3473 habitantes y una densidad poblacional de 37,23 personas por km².

## Geografía
El municipio de Windsor se encuentra ubicado en las coordenadas 38°30′39″N 93°33′6″O / 38.51083, -93.55167. Según la Oficina del Censo de los Estados Unidos, el municipio tiene una superficie total de 93.28 km², de la cual 91.94 km² corresponden a tierra firme y (1.44%) 1.34 km² es agua.

## Demografía
Según el censo de 2010, había 3473 personas residiendo en el municipio de Windsor. La densidad de población era de 37,23 hab./km². De los 3473 habitantes, el municipio de Windsor estaba compuesto por el 96.49% blancos, el 0.2% eran afroamericanos, el 0.95% eran amerindios, el 0.17% eran asiáticos, el 0.17% eran isleños del Pacífico, el 0.46% eran de otras razas y el 1.55% pertenecían a dos o más razas. Del total de la población el 2.07% eran hispanos o latinos de cualquier raza.